# Kim Dinh
Kim Dinh là một phường thuộc thành phố Bà Rịa, tỉnh Bà Rịa – Vũng Tàu, Việt Nam.

## Địa lý
Phường Kim Dinh nằm ở phía tây thành phố Bà Rịa, có vị trí địa lý:
- Phía đông giáp phường Long Hương
- Phía tây và phía bắc giáp thị xã Phú Mỹ
- Phía nam giáp thành phố Vũng Tàu.

Phường có diện tích 18,05 km², dân số năm 2002 là 7.356 người, mật độ dân số đạt 408 người/km².

## Lịch sử
Phường Kim Dinh được thành lập vào ngày 22 tháng 10 năm 2002 trên cơ sở 1.804,9 ha diện tích tự nhiên và 7.356 người của xã Long Hương cũ.